# Camponotus fragilis
Camponotus fragilis é uma espécie de inseto do gênero Camponotus, pertencente à família Formicidae.